# Levi Leipheimer
Levi Leipheimer (født 24. oktober 1973 i Butte, Montana) er en amerikansk tidligere professionel cykelrytter, der kørte for Team RadioShack. Han har førhen kørt for det tyske Team Gerolsteiner og amerikanske Discovery Channel.
Hans største resultater til dato er en samlet førsteplads i Tour of California 2007 (hvor han vandt prologen og enkeltstarten på femte etape), en samlet førsteplads i Dauphiné Liberé 2006, sejr i Deutschland Tour 2005, en tredjeplads i Vuelta a España 2001 og tre top-ti placeringer i Tour de France (samlet stilling). 

## Karriere

### Tidlige år
Som skiløber fra da han var 12 til da han var 19, begyndte Leipheimer at cykle for at træne til styrtløb. Han blev professionel i 1997, og kørte for Saturn i 1998 og 1999. Han vandt de nationale enkeltstartsmesterskaber i 1999, og blev inviteret til at køre for US Postal-holdet.

### 2001-2003
Leipheimers gennembrud kom under Vueltaen i 2001. Han kørte exceptionelt stærkt og kørte som hjælperytter for sin kaptajn, Roberto Heras. Før den sidste enkeltstart var Leipheimer 4 samlet, og var kun få sekunder efter sin holdkaptajn. Under den enkeltstart viste Leipheimer sit format, og sprang op på en samlet tredjeplads, foran sin egen kaptajn.
Efter sin podieplacering på Vuelta a España 2001, rekrutterede det hollandske Rabobank-hold Leipheimer som holdleder. I 2002, hans første år med det nye hold, sluttede Leipheimer som nummer otte samlet i sit første Tour de France nogensinde.

### 2004
Efter at Lance Armstrong havde frasagt sig sin udtagelse blev Leipheimer valgt til at repræsentere USA i landevejsløb ved Sommer-OL i Athen i 2004, men han gennemførte ikke.

### 2005
Den 23. august 2005 vandt Leipheimer Deutschland Tour, 31 sekunder foran T-Mobiles Jan Ullrich og holdkammeraten fra Gerolsteiner, Georg Totschnig. Han konsolidere  sin føring ved at sætte Jan Ullrich på fjerde etape, på turen ud af Rettenbachferner, den højeste stigning i europæisk cykelsport det år med sine 2.670 meter over havets overflade.

### 2006
I 2006 startede Leipheimer sæsonen stærkt og var en favorit til sejren i Tour of California i februar. Han tog da også den gyldne førertrøje på den første dag ved at vinde prologen til San Franciscos Coit Tower, og holdt den til anden etape, da George Hincapie tog føringen ved at vinde ti bonussekunder på sprinten i San Jose. Ved ankomsten i sin hjemby, Santa Rosa, i førertrøjen ved slutningen af første etape var meget specielt for ham med hans familie og fans i tusindvis, der hyldede ham ved ankomsten. Leipheimer forblev aggressiv gennem hele løbet (der i sidste ende blev vundet af Floyd Landis, og han vandt konkurrencen om bjergtrøjen).
Efter en flere måneders lang pause fra cykelløb, som Leipheimer hovedsagelig brugte på træning ved hjemmet i Californien, startede han i juni i Dauphiné Libéré i fremragende form. Med en tredjeplads på enkeltstarten og en dominerende præstation på etapen, der endte på Mont Ventoux, tog han føringen i det samlede klassement og dermed den gule trøje, som han aldrig mistede igen. Dermed blev han den første amerikanske vinder siden Lance Armstrong vandt i 2003.
Leipheimer stod over for store forventninger forud for Tour de France 2006, især da de største favoritter det år (heriblandt Ivan Basso og Jan Ullrich) blev suspenderet få dage før starten af løbet på grund af deres indblanding i dopingsagen Operación Puerto. Dette, og Armstrongs tilbagetrækning gjorde, at ingen af de bedst placerede fra sidste års udgave af Touren stillede til start. Med sin sjetteplads i 2005 blev Leipheimer anset som en af favoritterne til dette års udgave af løbet. På trods af dette endte Leipheimer, efter en elendig præstation på den første enkeltstart, der blev kategoriseret som en af de dårligste i hans karriere, fem minutter efter den førende rytter på syvende etape, hvilket gjorde det svært for ham at nå en top 10-placering. Flere tidstab på den første bjergetape forværrede yderligere hans chancer og gjorde selv en top 20 placering svær at nå. Men med en utrolig 11. etape, med fem svære stigninger, hvor Leipheimer opnåede en flot andenplads i samme tid som vinderen af etapen, Denis Mensjov, og den nye rytter i den gule førertrøje Floyd Landis. Dette resulterede i at Leipheimer avancerede fra en 58. til 13. plads, 5:39 efter Landis.

### 2007
Leipheimer rejste hjem til USA og sit gamle hold, Team Discovery Channel (holdnavnet skiftede da US Postal sluttede deres sponsorat af holdet. En ny aftale blev indgået med Discovery Channel i 2005.) igen i 2007. I sin første sæson for Team Discovery Channel siden sit tilbageskift blev Leipheimer valgt som kaptajn under Tour of California 2007. Han gentog sin sejr på prologen fra forrige, vandt enkeltstarten på femte etape og havde løbets førertrøje fra start til slut, trods hård modstand fra andre ProTour-hold. I Paris-Nice 2007 hjalp han holdkammeraten Alberto Contador til sejr i den samlede stilling. Han blev nummer tre i Tour de France 2007,  0.31 sekunder efter vinderen, hans unge holdkammerat Alberto Contador. Leipheimer vandt 19. etape af Tour de France 2007, den sidste enkeltstart.

### 2010
I 2010 kørte Levi Leipheimer for det amerikanske cykelhold Team Radioshack.